# Silvestre Varela
Silvestre Manuel Gonçalves Varela (* 2. února 1985, Almada, Portugalsko) je bývalý portugalský fotbalový záložník a reprezentant kapverdského původu. Hrál na postu levého křídla.

## Klubová kariéra
- GDP Costa de Caparica (mládež)
- Sporting CP (mládež)
- Sporting CP 2004–2008
- →  Casa Pia AC (hostování) 2004–2005
- →  Vitória FC (hostování) 2006–2007
- →  Recreativo de Huelva (hostování) 2007–2008
- CF Estrela da Amadora 2008–2009
- FC Porto 2009–
- →  West Bromwich Albion FC (hostování) 2014–2015
- →  Parma FC (hostování) 2015

## Reprezentační kariéra
Varela odehrál 28 zápasů za portugalskou reprezentaci do 21 let.
V A-týmu Portugalska debutoval 3. 3. 2010 v přátelském zápase proti reprezentaci Číny (výhra 2:0). Celkově za portugalský národní výběr odehrál 26 zápasů a vstřelil v něm 5 branek (k 16. 6. 2015). Zúčastnil se EURA 2012 v Polsku a na Ukrajině, a MS 2014 v Brazílii.